# Avanti Martinetti
Avanti Martinetti (3 de diciembre de 1904-15 de octubre de 1970) fue un deportista italiano que compitió en ciclismo en la modalidad de pista. Ganó una medalla de oro en el Campeonato Mundial de Ciclismo en Pista de 1926, en la prueba de velocidad individual.

## Medallero internacional
| Campeonato Mundial | Campeonato Mundial | Campeonato Mundial | Campeonato Mundial       |
| Año                | Lugar              | Medalla            | Competición              |
| ------------------ | ------------------ | ------------------ | ------------------------ |
| 1926               | Milán (Italia)     | Medalla de oro     | Velocidad individual (A) |